# Pontocrates altamarinus
Pontocrates altamarinus är en kräftdjursart som först beskrevs av Charles Spence Bate och John Obadiah Westwood 1862.  Pontocrates altamarinus ingår i släktet Pontocrates och familjen Oedicerotidae. Arten är reproducerande i Sverige. Inga underarter finns listade i Catalogue of Life.